# Heilig Geist (Rosenheim)

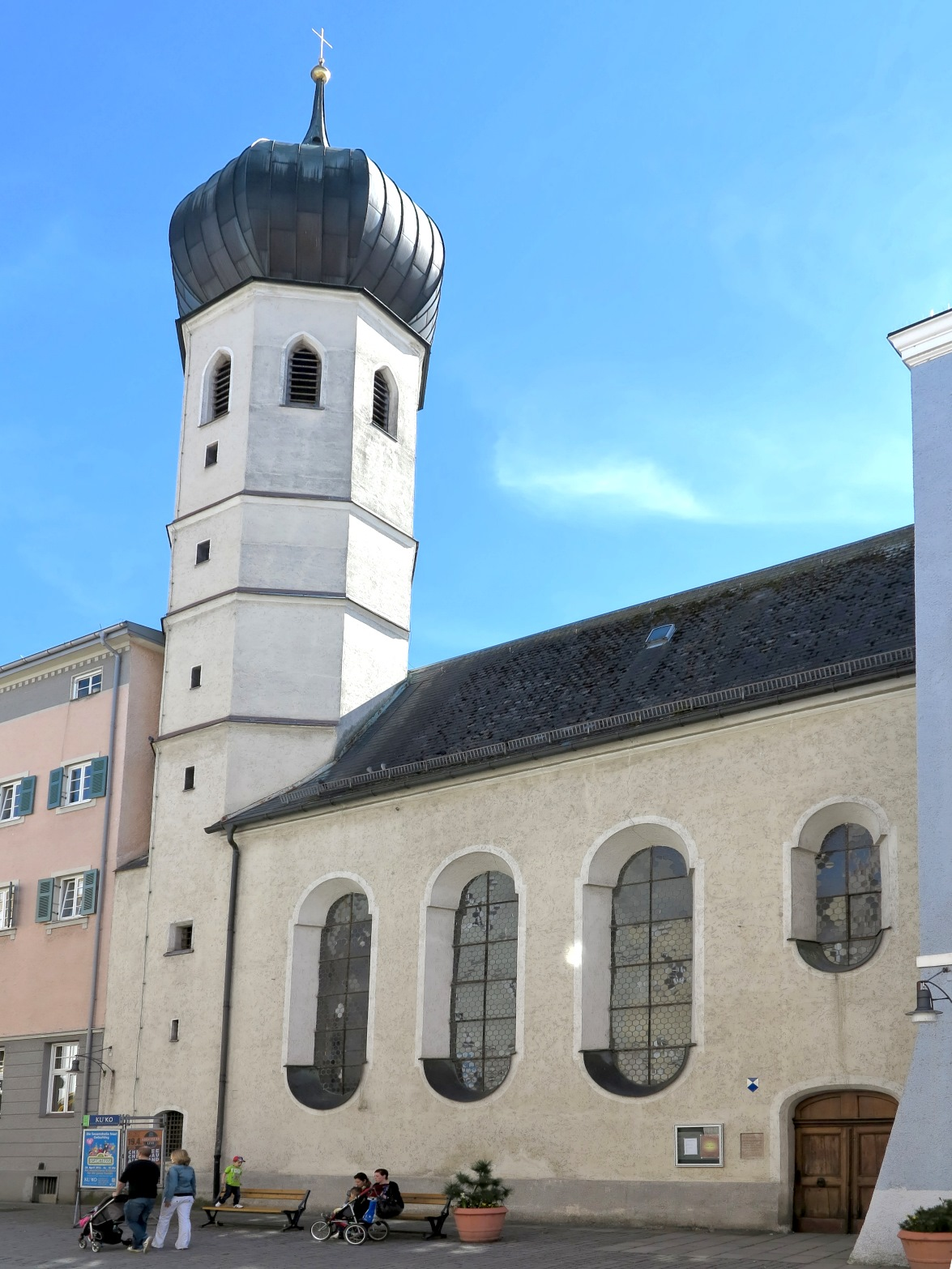
Heilig Geist in Rosenheim

Die römisch-katholische Filialkirche Heilig Geist steht in der kreisfreien Stadt Rosenheim in Oberbayern. Sie ist in der Liste der Baudenkmäler in Rosenheim als Baudenkmal unter der Nr. D-1-63-000-29 eingetragen. Die Kirche gehört zum Dekanat Rosenheim im Erzbistum München und Freising.

## Beschreibung
Die spätgotische Saalkirche wurde Mitte des 15. Jahrhunderts erbaut und 1684/85 barock umgestaltet. Das Langhaus zu vier Jochen und der 1642 mit einer Zwiebelhaube bedeckte Kirchturm im Osten stehen in geschlossener Bauweise in der Heilig-Geist-Straße. Das oberste Geschoss des Kirchturms enthält den Glockenstuhl mit zwei Glocken.
Der Innenraum des Langhauses ist mit einem Stichkappengewölbe überspannt. Der Grabstein des Stifters der Kirche wurde von Hans Haldner bearbeitet. 

## Orgel

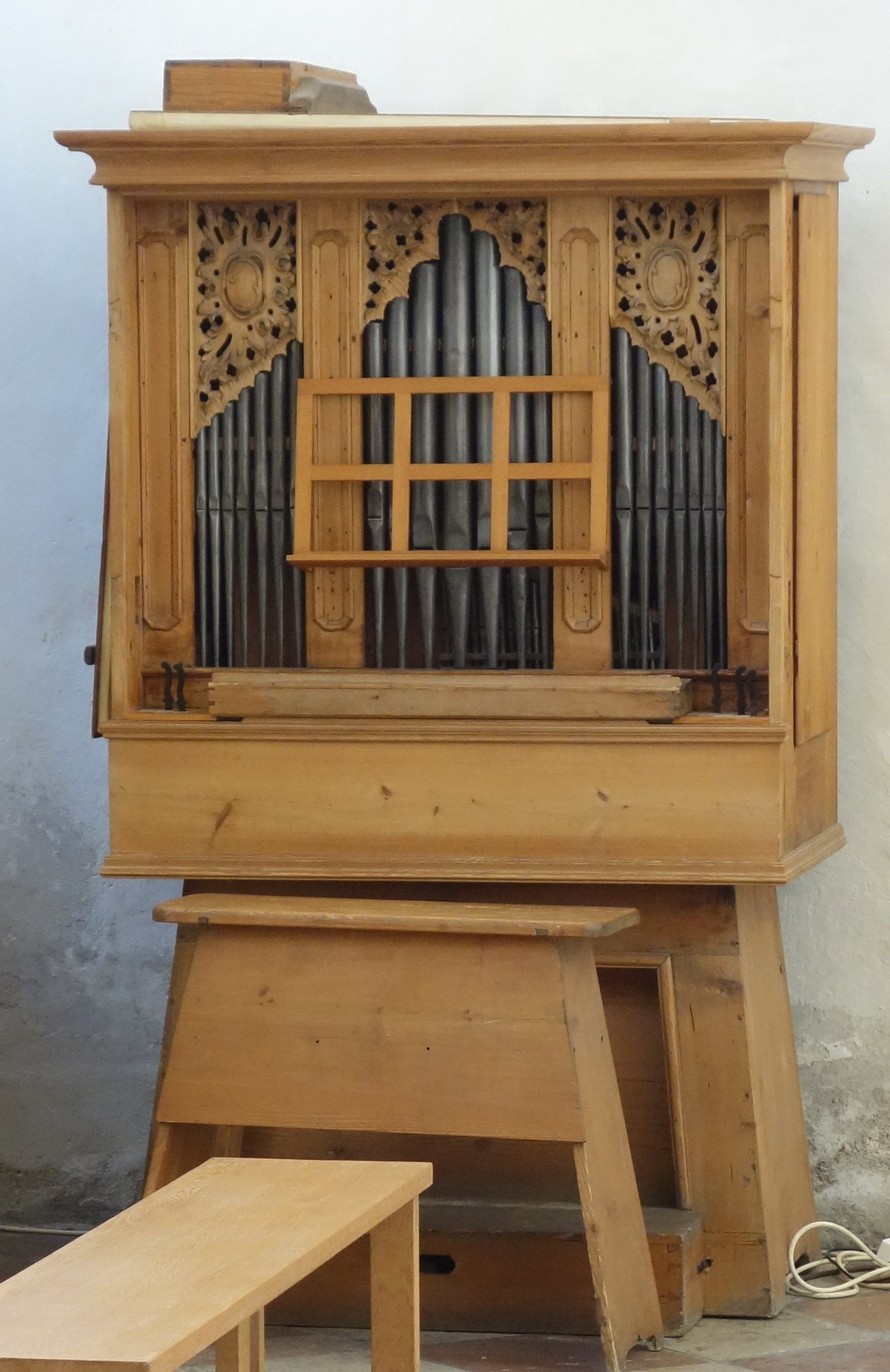
Bayr-Orgel

Die Orgel wurde 1756 von Anton Bayr erbaut. Die Disposition lautet:
| Manual C,D,E,F,G,A–c3 |       |
| Copel                 | 8′    |
| Flöte                 | 4′    |
| Octav                 | 2′    |
| Quint                 | 1 ⁄3′ |
| Octav                 | 1′    |

| Pedal     |
| angehängt |

Stimmtonhöhe: 442 Hz bei 15° C; Temperatur: modifiziert mitteltönig